# Agda
Agda는 Chalmers University of Technology의 Ulf Norell의 박사 논문을 구현한 타입 종속적 함수형 프로그래밍 언어다. 원래 Agda 시스템은 Catarina Coquand가 1999년 Chalmers에서 개발했다. 원래 Agda 2로 알려진 현재 버전은 전체를 다시 작성했으며, 규칙과 이름을 공유하는 새로운 언어로 간주된다.
Agda는 커리-하워드 대응 패러다임에 기반한 증명 보조자(proof asistant)이며, Coq 와 달리 별도의 전술 언어가 아니고 증명은 함수형 프로그래밍 체계로 작성된다. 일반적인 프로그래밍 언어처럼 자료형, 패턴 매칭, 레코드, let 표현식 및 모듈, 하스켈 유사 구문이 있다. Emacs와 Atom에서 작동하는 인터페이스가 있고 터미널에서 배치 모드로 실행할 수 있다.
Agda는 Zhaohui Luo의 unified theory of dependent types (UTT), Martin-Löf 타입 이론 과 유사한 타입 이론을 기반으로 한다.

## 특징

### 귀납적 자료형
Agda에서는 주로 독립 자료형 프로그래밍 언어의 대수적 자료형과 유사한 귀납적 자료형(Inductive types)을 이용하여 자료형을 정의한다.